# NGC 4698
NGC 4698 (другие обозначения — UGC 7970, MCG 2-33-24, ZWG 71.45, VCC 2070, IRAS12458+0845, PGC 43254) — галактика в созвездии Дева.
Этот объект входит в число перечисленных в оригинальной редакции «Нового общего каталога».